# Sorubim lima
El manduvé cucharon (Sorubim lima) es una especie de pez de la familia Pimelodidae en el orden de los Siluriformes.

## Morfología
• Los machos pueden llegar alcanzar los 54,2 cm de longitud total y 1.300 g de peso. Su cuerpo está desprovisto de escamas y revestido con placas óseas. Presenta una lista gris irregular desde la cabeza hasta la aleta caudal. La cabeza es larga y plana. La boca es redonda y el maxilar superior es mayor que la mandíbula. Sus ojos están situados lateralmente. Su dorso va de color marrón oscuro en la parte delantera, a amarillento y luego blanquecino por debajo de la línea lateral. Sus aletas son de color rojizo a rosado.

## Alimentación
Come principalmente peces  y crustáceos.

## Hábitat
Es un pez de agua dulce y de clima tropical (23 °C-30 °C).

## Distribución geográfica
Se encuentran en Sudamérica:  cuencas de los ríos  Amazonas, Orinoco,  Paraná, río Paraguay,Magdalena,  Parnaíba y Araguaia-Tocantins.